# Sredice
Sredice (cyr. Средице) – wieś w Bośni i Hercegowinie, w Republice Serbskiej, w gminie Ribnik. W 2013 roku liczyła 194 mieszkańców.